# Dario Marianelli
Dario Marianelli (Pisa, 1963. június 21. –) Oscar- és Golden Globe-díjas olasz zeneszerző. Zongoraműveket, zenekari műveket és filmzenéket ír.

## Életpályája
Tanulmányait hazájában kezdte, majd ösztöndíjjal jutott ki Londonba, ahol a Guildhall Zene- és Drámaiskola növendéke volt. Németországban a Bretton University College-on, majd a Nemzeti Film- és Televíziós Iskolában tanult. A '90-es évek közepe óta komponál filmekhez és koncertművekhez, szerzett zenét a BBC Szimfonikus Zenekarának és Énekkarának, illetve a The Royal Shakespeare Companynek is.
A széles körű ismertséget 2005 hozta meg, amikor több hollywoodi produkcióban is közreműködött. A brit gyártású Büszkeség és balítélethez készült dallamokért Oscar-díjra jelölték. A rendező, Joe Wright következő munkája, a Vágy és vezeklés zenéjéért is ő felel, melyért 2008-ban Oscar-díjat és Golden Globe-díjat is kapott a legjobb eredeti filmzene kategóriában,   .
2006-ban a Filmművészeti- és Tudományi Akadémia (AMPAS) tagja lett.

## Filmzenéi
| - 2013 - Harmadik fél (Third Person) - 2012 - Anna Karenina (Anna Karenina) - 2012 – Kvartett – A nagy négyes (Quartet) - 2009 - Agora (Agora) - 2009 - Mindenki megvan (Everybody's Fine) - 2008 - A szólista (The Soloist) - 2007 - Far North - 2007 - A másik én (The Brave One) - 2007 - Vágy és vezeklés (Atonement) (Oscar-díj nyertes) - 2007 - Goodbye Bafana (Goodbye Bafana) - 2006 - We Are Together (Thina Simunye) - 2006 - The Return - 2006 - 9/11: The Falling Man (tévéfilm) - 2006 - Shrooms - 2005 - V mint vérbosszú (V for Vendetta) - 2005 - Opal Dream - 2005 - Sauf le respect que je vous dois - 2005 - Grimm (The Brothers Grimm) - 2005 - Büszkeség és balítélet (Pride & Prejudice) (Oscar-jelölés) - 2005 - A kutyákat lelövik, ugye? (Shooting Dogs) - 2004 - Passer By (tévéfilm) - 2003 - Cheeky | - 2003 - The Bypass - 2003 - September - 2003 - This Little Life (tévéfilm) - 2003 - Enyém a vár (I Capture the Castle) - 2002 - Ezen a világon (In This World) - 2002 - Blood Strangers - 2002 - Into the Great Pyramid (tévéfilm) - 2002 - The Visitor (rövidfilm) - 2001 - A harcos (The Warrior) - 2001 - Gyilkos lelkiismeret (Happy Now) - 2000 - Pandaemonium - 2000 - Being Considered - 1999 - Southpaw: The Francis Barrett Story - 1999 - The Funeral of the Last Gypsy King (rövidfilm) - 1999 - Preserve (rövidfilm, tévéfilm) - 1997 - Lerohadás (I Went Down) - 1997 - The Sheep Thief (rövidfilm, "Dario Marionelli"-ként feltüntetve) - 1995 - The Long Way Home - 1994 - Ailsa - 1994 - Models Required (rövidfilm) |

## Elismerések[2]

### Oscar-díj
- 2008 - Nyert (a legjobb eredeti filmzene) - Vágy és vezeklés (Atonement)
- 2006 - Jelölt (a legjobb eredeti filmzene) - Büszkeség és balítélet (Pride & Prejudice)

### Golden Globe-díj
- 2008 - Nyert (a legjobb eredeti filmzene) - Vágy és vezeklés (Atonement)

### BAFTA-díj
- 2008 - Jelölt (a legjobb eredeti filmzene) - Vágy és vezeklés (Atonement)